# Viadana
Viadana település Olaszországban, Lombardia régióban, Mantova megyében. Lakosainak száma 19 723 fő (2023. január 1.). Viadana Boretto, Borgo Virgilio, Brescello, Commessaggio, Gazzuolo, Marcaria, Sorbolo Mezzani, Pomponesco, Sabbioneta, Casalmaggiore, Dosolo, Motteggiana és Suzzara községekkel határos.

## Népesség
A település lakossága az elmúlt években az alábbi módon változott:
| Lakosok száma | 19 978 | 20 044 | 19 723 |
|               | 2017   | 2018   | 2023   |